# Motore Renault E-Tech
La serie Renault E-Tech (precedentemente nota come Renault Energy F1 e Renault R.E. ) è un motore di Formula 1 V6 ibrido turbocompresso da 1.6 litri sviluppato e prodotto da Renault Sport in collaborazione con Mecachrome per il campionato mondiale di Formula 1 FIA.

## Storia
Il Renault Energy F1 è stato presentato il 21 giugno 2013 durante il salone internazionale dell'aeronautica e dello spazio di Parigi-Le Bourget 2013 per sostituire il motore V8 aspirato Renault RS27 uscente dopo sette anni di servizio.

## Renault Energy F1-2014
Il Renault Energy F1-2014 è stato il primo motore di Formula 1 ibrido V6 turbocompresso della Renault per la stagione 2014. Il motore Renault Energy F1-2014 è stato sviluppato da Renault con il supporto tecnico di Mecachrome per la ricerca e lo sviluppo del design, il supporto a terra, la disposizione del motore, la preparazione, la messa a punto e la manutenzione del motore. Il Renault Energy F1-2014 ha avuto problemi di affidabilità durante i test pre-campionato.

### Applicazioni
- Red Bull RB10
- Lotus E22
- Toro Rosso STR9
- Caterham CT05

## Renault Energy F1-2015

### Applicazioni
- Red Bull RB11
- Toro Rosso STR10

## Renault R.E.16

### Applicazioni
- Renault R.S.16
- Red Bull RB12 (con il marchio TAG Heuer)

## Renault R.E.17

### Applicazioni
- Renault R.S.17
- Red Bull RB13
- Toro Rosso STR12

## Renault R.E.18

### Applicazioni
- Renault R.S.18
- Red Bull RB14
- McLaren MCL33

## Renault E-Tech 19

### Applicazioni
- Renault R.S.19
- McLaren MCL34

## Renault E-Tech 20

### Applicazioni
- Renault R.S.20
- McLaren MCL35

## Renault E-Tech 20B

### Applicazioni
- Alpine A521

## Renault E-Tech R.E.22

### Applicazioni
- Alpine A522[3]